# Dieter Grau (Raketentechniker)

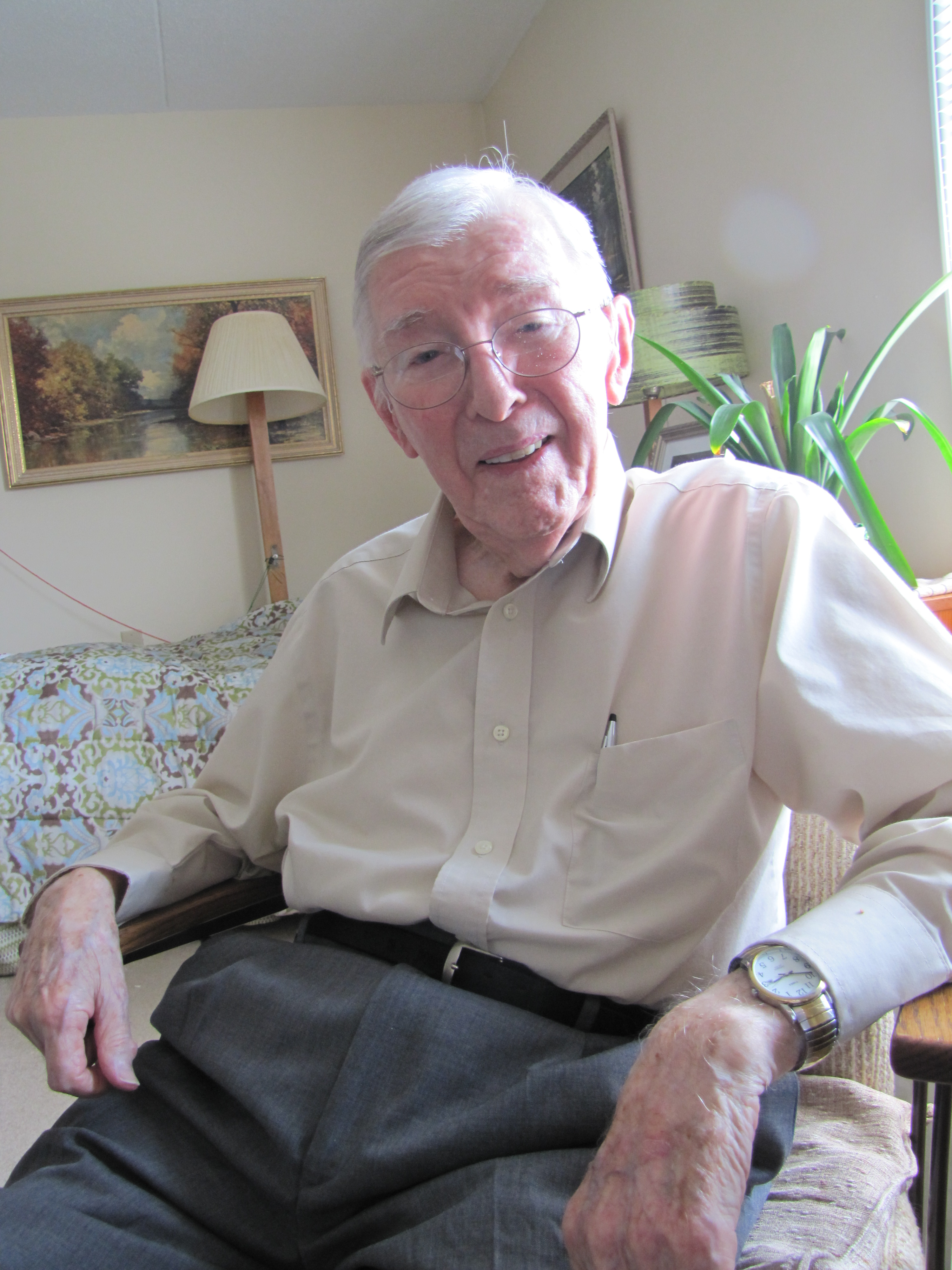
Dieter Grau (2010)

Dieter E. Grau (* 24. April 1913 in Berlin; † 17. Dezember 2014 in Huntsville, Alabama) war ein deutsch-amerikanischer Raketentechniker. Er arbeitete bereits während des Zweiten Weltkriegs unter Wernher von Braun in der Heeresversuchsanstalt Peenemünde an der Entwicklung von Großraketen mit. Das amerikanische Militär holte ihn 1946 in die USA. Nach Gründung der NASA zeichnete er dort ab 1960 als einer der wichtigsten Mitarbeiter von Brauns für die Sicherheit und Zuverlässigkeit der Raketensysteme verantwortlich, mit denen unter anderem die bemannten Mondlandungen realisiert wurden.

## Leben und Wirken
Grau schloss 1937 ein Studium der Elektrotechnik an der Technischen Universität Berlin ab. Er fand Beschäftigung bei Siemens, wo er mit der Konstruktion von Stromnetzen befasst war. 1939 wurde er zur Wehrmacht eingezogen und im Instandsetzungsdienst eingesetzt. Siemens erreichte nach kurzer Zeit jedoch seine Freistellung vom Kriegsdienst und schickte ihn nach Peenemünde. In der dortigen Heeresversuchsanstalt arbeitete Grau an der Entwicklung der Elektrik für Raketensysteme mit.
1943 wurde Grau erneut zur Wehrmacht eingezogen und für vier Monate in Russland eingesetzt. Anschließend kehrte er nach Peenemünde zurück, um unter Wernher von Braun an der Raketenentwicklung zu arbeiten. Im Prüfstand VII war er mit der Fehlerbeseitigung bei der V2-Rakete sowie den Abschussvorbereitungen befasst.
Zwischenzeitlich war Grau auch zur Mittelwerk GmbH abgeordnet, die mit Häftlingen des KZ Mittelbau-Dora die V1- und V2-Raketen montierte. Er sollte dort im Auftrag von Brauns herausfinden, warum es in Peenemünde immer wieder zu Ausfällen und Defekten der Raketen kam. Grau stellte fest, dass Häftlinge die Raketen sabotierten. Sie hätten gewusst, wo sie Schrauben manipulieren mussten, um Fehlfunktionen der Raketen hervorzurufen. Grau gab später an, einen Bericht über die Sabotage eingereicht zu haben. Inwiefern sein Bericht zu Hinrichtungen von Gefangenen führte, bleibt unklar.

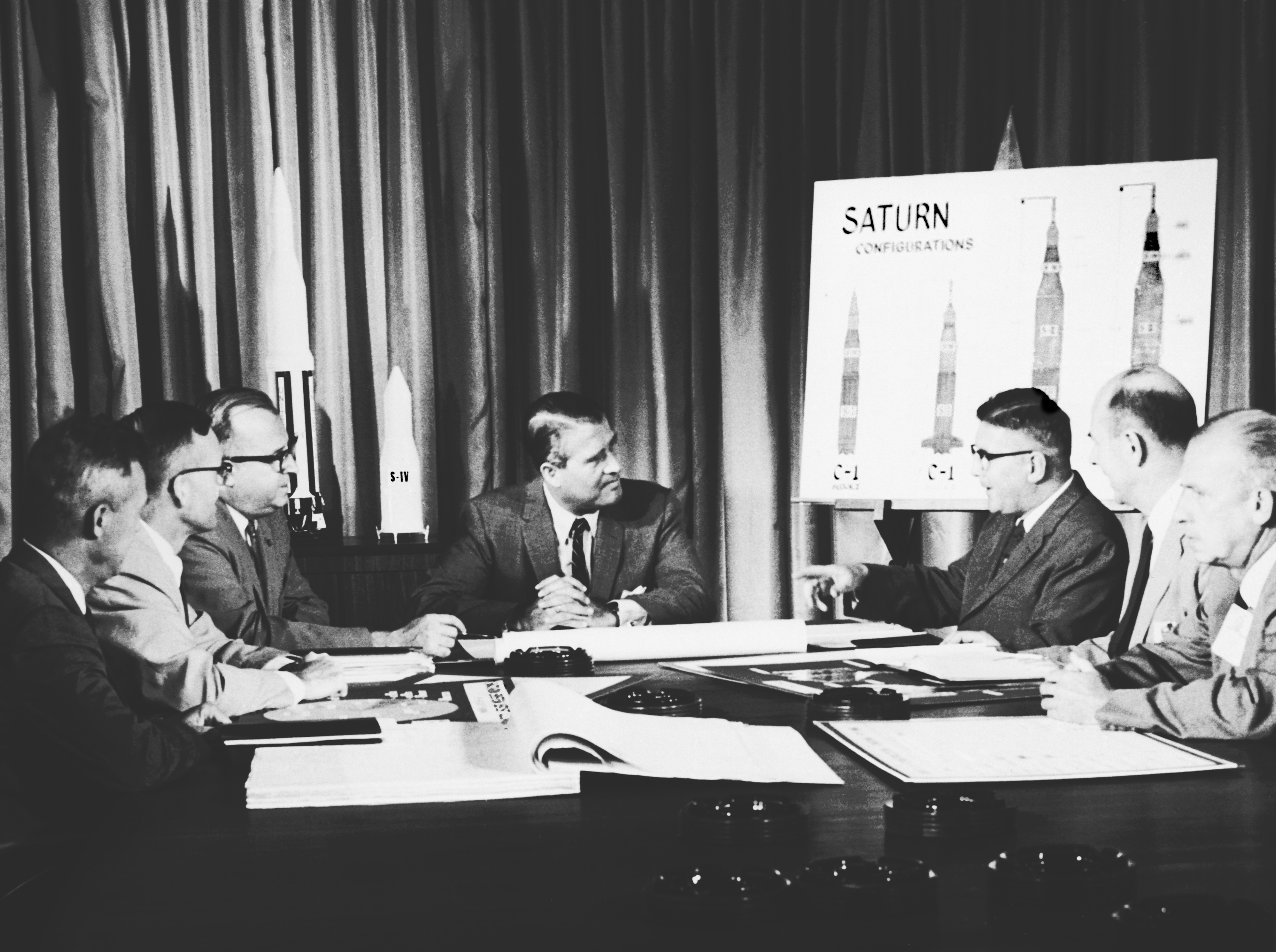
Von Brauns Raketenteam 1961: Grau rechts von der Mitte

Nach dem Ende des Zweiten Weltkriegs gehörte Grau zu den deutschen Wissenschaftlern um von Braun, die vom US-Militär im Rahmen der „Operation Paperclip“ in die USA geholt wurden, um an der Raketenentwicklung weiterzuarbeiten. Im Januar 1946 kam er nach Fort Bliss in Texas, wo er für das amerikanische Raketenprogramm Lenksysteme und Elektrik für Raketen entwickelte. 1950 zog er mit dem Raketenprogramm nach Huntsville, Alabama weiter. Dort arbeitete er für die Army Ballistic Missile Agency. 1954 erhielt Grau die amerikanische Staatsbürgerschaft.
Wernher von Braun holte Grau als Direktor des „Quality and Reliability Laboratory“ 1960 zur NASA. Damit war Grau im Marshall Space Flight Center für die Sicherheit und Zuverlässigkeit der Raketentechnik zuständig. Während seiner Ägide  wurden die bemannten Raumfahrtprogramme Mercury, Gemini und Apollo durchgeführt. 1973 ging er in den Ruhestand. Bis zu seinem Tod lebte er in Huntsville.
1985 wurde bekannt, dass das amerikanische Office of Special Investigations, das bereits gegen Arthur Rudolph wegen der Verwicklung in Kriegsverbrechen ermittelt hatte, auch gegen Grau und Günther Haukohl Ermittlungen aufgenommen hatte.
Grau war Mitglied des American Institute of Aeronautics and Astronautics und der American Society of Quality Control. Unter anderem wurde er mit dem „NASA Apollo Achievement Award“ und der „NASA Exceptional Service Medal“ ausgezeichnet.